# U-Bahn-Station Schwarzenbergplatz
Schwarzenbergplatz is een toekomstig metrostation in het district Wieden van de Oostenrijkse hoofdstad Wenen.